# Министерство юстиции Вьетнама
Министерство юстиции Вьетнама (вьет. Bộ Tư pháp) — министерство в составе правительства Вьетнама, ответственное за разработку и применение законов и нормативных актов, последующее рассмотрение нормативно-правовых документов, контроль за административными процедурами и обучению в сфере права. Оно также регулирует исполнение гражданских и административных решений, судебно-административную деятельность, поддержку судебных дел, государственную компенсацию, исполнение судебных решений и другие правовые вопросы в стране.

## Министерские подразделения
- Департамент по общим вопросам законодательного развития
- Департамент экономического и гражданского законодательства
- Департамент уголовного и административного законодательства
- Департамент международного права
- Департамент правового распространения и образования
- Департамент планирования и финансов
- Департамент международного сотрудничества
- Департамент организации и персонала
- Инспекция Министерства
- Офис Министерства
- Генеральное бюро гражданского исполнения
- Бюро последующего рассмотрения нормативно-правовых документов
- Бюро административно-процессуального контроля
- Бюро гражданского состояния, гражданства, аутентификации
- Бюро по усыновлению детей
- Бюро юридической помощи
- Бюро национального реестра обеспеченных сделок
- Бюро государственной компенсации
- Бюро поддержки судебных дел
- Бюро информационных технологий

## Прочие подразделения
- Институт правовых наук
- Академия Правосудия
- Ханойский юридический университет
- Судебный издательский дом
- Вьетнамская правовая газета
- Журнал "Демократия и Право"